# 普萊森特普萊恩斯 (阿肯色州)
普萊森特普萊恩斯（英語：Pleasant Plains）是一個位於美國阿肯色州獨立縣的市鎮。

## 地理
普萊森特普萊恩斯的座標為35°33′03″N 91°37′38″W / 35.55083°N 91.62722°W，而該地的平均海拔高度為184米（即604英尺）。

## 人口
根據2020年美國人口普查的數據，普萊森特普萊恩斯的面積為2.61平方千米，皆為陸地。當地共有人口352人，而人口密度為每平方千米134人。